# Josef Albers
Josef Albers, född 19 mars 1888 i Bottrop i Nordrhein-Westfalen, död 25 mars 1976 i New Haven, Connecticut, var en tysk-amerikansk konstnär och konstteoretiker. Albers studerade bland annat vid Bauhaus, där han även undervisade från 1923. Efter nazisternas maktövertagande emigrerade han 1933 till USA där han 1933–1949 var lärare vid Black Mountain College och 1950–1960 var ledare för konstskolan vid Yale University.

## Konstnärligt arbete
Redan under sin tid vid Bauhaus tog Albers ställning för den nonfigurativa måleriet. Under 1940-talet nådde han en konstnärlig mognad och koncentrerade under denna tid sitt måleri dels kring linjen, dels kring färgen. Linjeproblematiken kulminerade i hans svit Strukturella konstellationer (1950–1958), där bilderna gavs möjlighet till alternativa avläsningar. Som färgkonstnär är Albers främst förknippad med sin svit Hyllning till kvadraten (1949–1976). Dessa bilder bygger på hans teorier om hur människors uppfattning av enskilda färger förändras när färgerna ställs intill varandra i olika konstellationer.

## Färgteoretiskt arbete
Sina tankar kring olika färgfenomen sammanfattade Albers 1963 i Interaction of Color (svensk översättning Albers färglära. Om färgers inverkan på varandra 1982). Boken är skriven som en läro- och exempelbok och har sedan den kom ut använts av konststudenter över hela världen. Albers visar resultatet av sina mångåriga studier av färgkombinationer och föreslår nya visuella experiment, genomförda med färgat papper i stället för med målade ytor eftersom man på så sätt slipper svårigheterna med färgblandning och kan koncentrera sig på färgernas utseende och visuella samverkan. Hans illustrationer av till exempel simultankontrast, Bezold-effekten och illusorisk transparens är klassiska och återges, i mer eller mindre bearbetad form, även i många andra böcker om färg och färglära.